# Mónica del Carmen
Mónica Carmen Martínez Ruiz (Miahuatlán de Porfirio Díaz, Oaxaca, México; 24 de mayo de 1982), conocida como Mónica del Carmen, es una actriz de cine y teatro mexicana. Conocida internacionalmente por su papel protagónico en la película Año bisiesto (2010), ópera prima de Michael Rowe, director australiano radicado en México.

## Datos biográficos
Nacida en la ciudad de Miahuatlán, Oaxaca, descubre su interés por la actuación al integrarse al programa de música de su escuela primaria; se traslada entonces a la ciudad de Oaxaca, a los catorce años, para cursar su preparatoria en el Centro de Educación Artística (Cedart) "Miguel Cabrera", donde decide enfocarse en el teatro.
Cursa la carrera de actuación, durante el periodo 2000-2004, en el Instituto Nacional de Bellas Artes, México. Recibió el apoyo de los Fondos Estatales para la Cultura y las Artes, en el 2005, para el proyecto Sinfonía colorida en dos movimientos para un libro en peligro de extinción, y en el 2007 para Teatro de emergencia: cuentos para Oaxaca.
Su carrera actoral se destaca por papeles en producciones con alto contenido social y crítica a los sistemas de opresión: desde sus inicios actorales se involucró con diversas causas sociales, como los derechos LGBT, el derecho al aborto y la prevención del contagio por el VIH.  
Ha facilitado espacios de formación sobre actuación en el Séptimo Festival de Cine Mexicano de Durango (2015) y en la Escuela Itinerante de Cine y Narrativa de México (2014-2015).

## Carrera artística
Comienza su carrera artística en el teatro, y participa en la producción de Sueño de August Strindberg, bajo la dirección de Gilberto Guerrero, en 2003. Se destaca en las producciones de Al fin y al cabo... mujeres, Sinfonía colorida para resucitar un libro. Ha participado en 17 producciones teatrales, en escenarios de México, España y Francia.

### Año bisiesto
La película Año bisiesto es la ópera prima del director australiano-mexicano Michael Rowe. Mónica del Carmen interpreta el papel protagónico de Laura, una mujer que vive en la Ciudad de México, donde trabaja como colaboradora en una editorial y vive su sexualidad libremente, y decide tener sexo de manera casual con hombres a quienes ya no planea volver a ver. Laura conoce a Arturo, interpretado por Gustavo Sánchez Parra, y juntos comienzan a experimentar diversas expresiones sexuales: sadomasoquismo, urolagnia, BDSM y fetichismo. 
La película se hizo acreedora a de la Cámara de Oro, en la 63 edición del Festival de Cannes (2010). 

## Filmografía

### Largometrajes
- 2006 - La última mirada
- 2006 - Babel
- 2010 - Año bisiesto
- 2010 - La pantera negra
- 2011 - La leyenda de la Llorona
- 2012 - Después de Lucía
- 2015 - 600 millas'
- 2016 - A los ojos
- 2017 - Las hijas de Abril
- 2020 - Nuevo Orden
- 2021 - Una película de policías

### Cortos
- 2008 - Buen provecho
- 2013 - Arma blanca
- 2013 - Estatuas
- 2014 - Ramona
- 2014 - Batallas atentes
- 2014 - If the world goes wrong
- 2014 - Borde
- 2014 - Bajo tu influencia
- 2015 - Gloria
- 2016 - Motel de los corazones Rotos

## Teatro
Ha participado en las siguientes representaciones teatrales:
- 2014 - Safari Tepito. Dirección de Daniel Giménez Cacho. Idea original de Adelheid Roosen.
- 2012, 2013, 2014 - Mendoza. Adaptación de Macbeth, de William Shakespeare, de Antonio Zúñiga y Juan Carrillo. Dirección de Juan Carrillo.
- 2011 - Le Premier Monde / El primer mundo. Original de la compañía francesa Allio-Weber. Se ha presentado en: Centre d'Art et de Culture La Ferme du Buisson, Grande Halle de la Villette, París, Francia; 61 Scene Nationale Théâtre d´Alençon y en el Festival Internacional de Teatro de Annecy, Francia.
- 2011 - El pájaro dziú, original de la Compañía Aquelarre Teatro. Diversas temporadas y festivales: Centro Cultural del Bosque, Foro La Gruta del Centro Cultural Helénico; Festival Internacional de Objetos en Zamora, España;, Festival ECTI, Veracruz, 2010 en diversos poblados del Istmo de Tehuantepec, Oaxaca. Festival Titerías 2010, Muestra Nacional de Teatro.
- 2008, 2007 - Palabras que dan alegría, adaptación de El pizarrón mágico, de Emilio Carballido. Dirección de Blanca Gil. Temporada en diversos foros y festivales, entre los que destacan el Festival Cultural de Zacatecas.
- 2006 - En duende está el misterio. Original de Andrés Carreño y Tareke Ortíz. Diversas temporadas nacionales y presentaciones internacionales.
- 2006 - Hilos de luna. Dirección de Carlos Pérez Nieto.
- 2006, 2005 - El viaje de los cuatro que soñaron. Original de Sergio Solís Guido.
- 2005 - Agua, de Gina Moret. Lectura dramatizada, dirigida por Damián Cordero, como parte de las actividades del Taller de Dramaturgia de la Royal Court Theatre en México. Centro Cultural Helénico.
- 2005 - Temporal y eterno. Dirección de Roberto Fiesco. Dentro del ciclo de lecturas dramatizadas. Tertulias teatrales: Teatro y música mexicanos. Producción de la Coordinación Nacional de Teatro y de la Coordinación Nacional de Ópera.
- 2005 - Don Juan Tenorio. Dirección de Ana Luisa Alfaro.
- 2004 - Sinfonía colorida para resucitar un libro. Original de la Compañía Teatro Itinerante. Se presentó en Los Temporales Internacionales en Puerto Mott Chile, Ciclo de Percusiones, Sala Blas Galindo de la Escuela Superior de Música, en diversas comunidades del estado de Oaxaca, entre otras temporadas nacionales.
- 2005, 2004, 2003 - 5ª, 4ª, 3ª y 1ª emisiones del programa Pasaporte del arte. Visitas guiadas en museos de la Ciudad de México. Dirección de Óscar Ulises Cancino, Emmanuel Márquez y Blanca Gil.
- 2005 - Al fin y al cabo... mujeres. Dramaturgia y dirección de Marco Limón. Foro Antonio López Mancera de la ENAT.
- 2004 - Ui, versión libre de La resistible ascensión de Arturo Ui, de Bertolt Brecht, por Antonio Algarra y Jeaninne Grace. Dirección de Antonio Algarra.
- 2003: El vergonzoso en palacio, de Tirso de Molina. Dirección de Óscar Ulises Cancino. Tuvo varias temporadas nacionales y se presentó en diversos festivales nacionales e internacionales, entre los que destaca el Festival de Teatro de Siglo de Oro del Chamizal, El Paso, Texas y Ciudad Juárez.
- 2003: Sueño, de August Strindberg. Dirección de Gilberto Guerrero. Teatro Salvador Novo de la ENAT.

## Premios
- 2010 – Premio Yves Montand[15] del Festival Molodist a la Mejor Actriz joven, por Año bisiesto.
- 2011 – Ariel a la Mejor Actriz por Año bisiesto.
- 2011 - Mejor Actriz, otorgado por la Asociación de Críticos en Línea de México, por Año bisiesto, de Michael Rowe.[16]